# Camino rural en la Provenza de noche
Camino rural en la Provenza de noche, también denominado Camino con cipreses y estrellas, es un cuadro del pintor holandés Vincent van Gogh, pintado alrededor del 12 al 15 de mayo de 1890, en óleo sobre lienzo, de 92 x 73 centímetros. Muestra a dos caminantes nocturnos con el telón de fondo de un enorme ciprés, un cielo estrellado y una luna nueva creciente roja. La obra forma parte de la colección del Museo Kröller-Müller de Otterlo.

## Contexto
Tras una grave crisis nerviosa, Van Gogh fue admitido en mayo de 1889 en la institución psiquiátrica de Saint-Paul-de-Mausole en Saint-Rémy-de-Provence. Se quedaría allí durante un año. Camino rural en la Provenza de noche es la última obra que pintó allí, entre el 12 y el 15 de mayo de 1890. Luego se fue a Auvers-sur-Oise, para vivir más cerca del doctor Paul Gachet, así como para visitar a su hermano Theo más a menudo, en París. Parecía un poco más estable que un año antes, razonablemente saludable a su llegada, pero los sentimientos de desesperanza persistieron sin cesar. Se reflejan inequívocamente en este trabajo.

## Composición
Carretera rural en la Provenza por la noche muestra a dos caminantes de noche, en una carretera rural, bajo las estrellas. Un pequeño carro los sigue a cierta distancia. La composición está fuertemente dominada por un enorme ciprés en el centro, que, por así decirlo, divide el lienzo en dos. Van Gogh pintó entonces cipreses con más frecuencia y una vez le escribió a su hermano Theo que constantemente llenaban sus pensamientos, "como los girasoles". Quedó impresionado por sus líneas verticales naturales, "de proporciones como un obelisco egipcio", y reconoció sin lugar a dudas su efecto simbólico.
La historiadora del arte Naomi Maurer especula que las dos mitades del cielo pintadas cíclicamente deberían dar una perspectiva cósmica a la escena terrena pintada inferior con los caminantes. Según Maurer, lo celestial y lo terrenal se representan como mundos claramente separados, que representan "lo viejo" y "lo nuevo" respectivamente. La vida de Van Gogh está entrando en una nueva fase, es su razonamiento. Ella ve la pintura como un reflejo del sentimiento de Van Gogh de que pronto morirá. El ciprés puede verse como un "obelisco de la muerte".
Los dinámicos movimientos cíclicos en la representación de las únicas estrellas apenas visibles se ven como un reflejo de la falta de paz en su mente.